# Incident expérimental Leipzig L-IV
 (novembre 2019).
Si vous disposez d'ouvrages ou d'articles de référence ou si vous connaissez des sites web de qualité traitant du thème abordé ici, merci de compléter l'article en donnant les références utiles à sa vérifiabilité et en les liant à la section « Notes et références ».
L'incident sur le réacteur nucléaire expérimental Leipzig L-IV est le premier accident nucléaire de l'histoire. Il s’est produit le 23 juin 1942 à Leipzig, en Allemagne nazie. Il s’agit d’une explosion de vapeur et d'un incendie du réacteur.

## L’incident
Peu de temps après une expérience menée sur la pile atomique L-IV à Leipzig (Allemagne) par Werner Heisenberg et Robert Döpel, ayant montré les premiers signes de criticité (propagation de neutrons), le réacteur doit être inspecté pour une fuite d'eau lourde suspectée à la suite de boursouflures au niveau d'un joint.
Après 20 jours de fonctionnement, lorsque Werner Paschen tente d'ouvrir le réacteur à la demande de Robert Döpel, de l'air s'infiltre et la poudre d'uranium présente à l'intérieur s'enflamme. Une colonne de poudre d'uranium rougeoyante s'élève jusqu'au plafond à 6 mètres, et le réacteur chauffe jusqu'à la température de 1 000 °C. Cet uranium enflammé fait bouillir l'eau de la cuve, provoquant une augmentation de pression suffisante pour la faire exploser. La poudre d'uranium brûlante est alors dispersée dans le laboratoire mettant le feu à toute l'installation. Les participants à l'expérience demandent de l'aide à Heisenberg qui ne peut le faire.

## L'expérience
Les résultats de l'essai L-IV, dans le premier semestre 1942, ont montré qu'une géométrie sphérique, avec cinq tonnes d'eau lourde et 10 tonnes d'uranium métal, pourrait entretenir une réaction de fission. « Les Allemands ont ainsi été les premiers physiciens du monde, avec leur pile L-IV de Leipzig, à obtenir une production de neutrons positive (traduction) ». 
Les résultats ont été exposés dans un article de Klara Döpel, épouse de Döpel, et W. Heisenberg.
L'article a d'abord été publié dans le Kernphysikalische Forschungsberichte (Rapports de recherche en physique nucléaire), un moyen de signalement interne classifié du programme de recherches atomiques sous le Troisième Reich.
Le groupe de recherche de Leipzig, dirigé par Heisenberg jusqu'en 1942, a rendu compte des possibilités et de la faisabilité de l'extraction d'énergie à partir de l'uranium pour un réacteur nucléaire (Uranmaschine) ou une bombe atomique dès l'hiver 1939/1940. Après le rapport, Heisenberg s'est retiré des expériences pratiques et a laissé l'exécution des expériences L-I, L-II, L-III et L-IV principalement à ses collègues. L'accident a mis fin au « projet Uranium » de Leipzig.

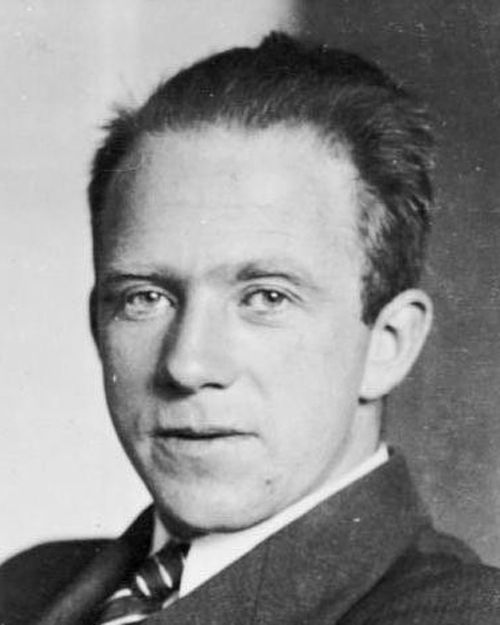
Werner Heisenberg (1933)
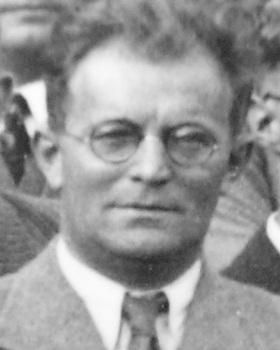
Robert Döpel (1935)

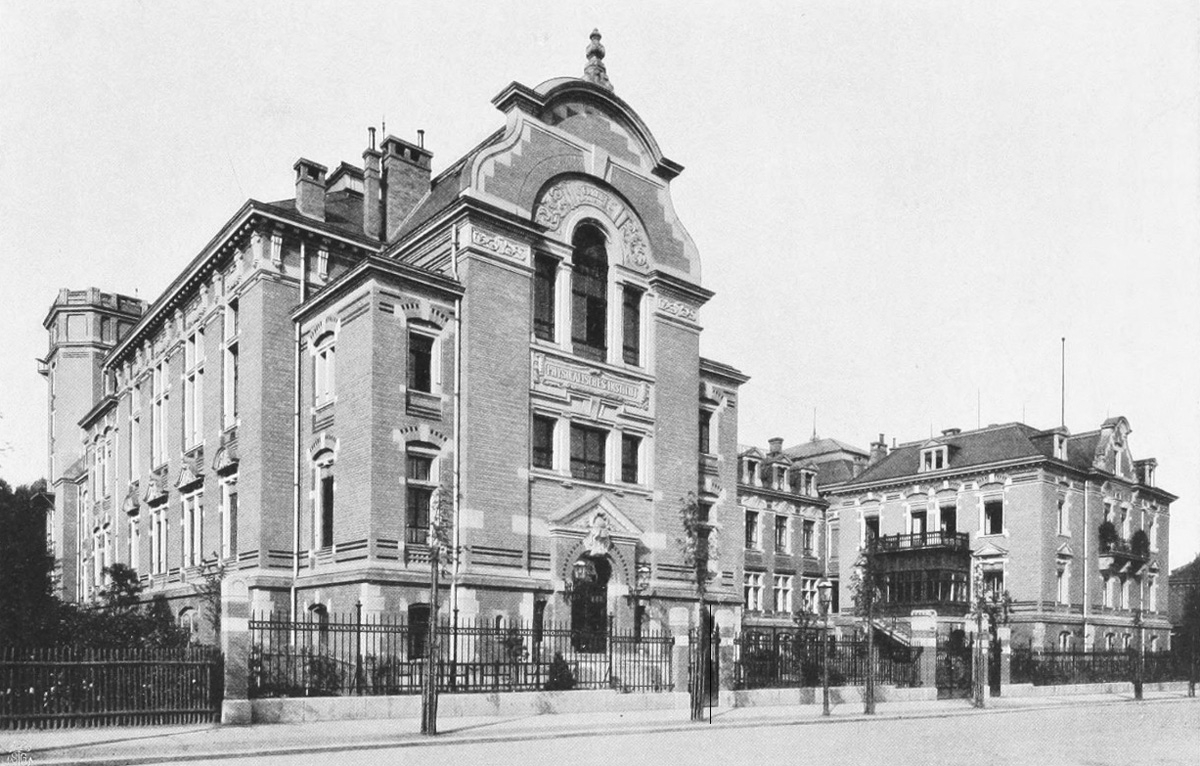
Institut physique de Leipzig (1909)
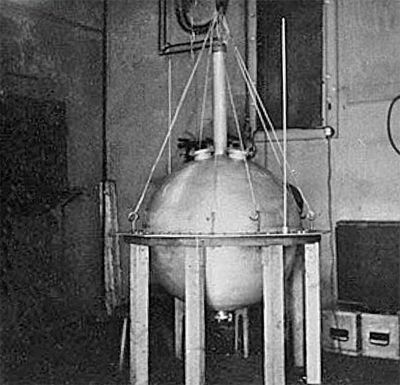
Machine à uranium de Leipzig (1942)